# Николаевка (Верховский район)
Николаевка — упразднённая деревня в Верховском районе Орловской области России.

## География
Урочище находится в восточной части Орловской области, на левом берегу реки Труды, на расстоянии примерно 13 километров (по прямой) к юго-западу от посёлка городского типа Верховье, административного центра района. Абсолютная высота — 207 метров над уровнем моря.

## История
По данным на 1989 год в Николаевке проживало около 50 человек. Согласно результатам переписи 2002 года, в деревне, входившей в состав Васильевского сельсовета, проживал один человек.
Упразднена в 2004 году.